# План «Танненбаум»
План «Танненбаум» (нім. Tannenbaum, укр. Сосна) — план вторгнення німецьких військ у Швейцарію в 1940 році.
Німеччина почала планування вторгнення до Швейцарії 25 червня 1940 року, у той же день, коли капітулювала Франція. Після цього Швейцарія та Ліхтенштейн опинилися в повному оточенні окупованої Франції та країн Осі. Спочатку цей план мав назву Операція «Таннебаум». Виконання цього плану було заплановано на 6 вересня 1940 року та повинно було здійснюватись силами 12-ї армії, яка входила до складу групи армій «С».
Операція «Таннебаум» була третім за ліком детальним планом вторгнення, розробленим німецьким генеральним штабом після поразки Франції, але Гітлер, з нез'ясованих досі причин, ніколи не давав дозволу на початок цієї операції. Німецькі війська робили кілька відволікальних маневрів, імітуючи наступ на Швейцарію, але ніколи не переходили кордони цієї країни. Потім усі плани наступу на Швейцарію були відкладені, ця країна залишилась нейтральною всю війну.

## Можливі причини невиконання цього плану
Є декілька можливих причин, чому Німеччина не виконала вторгнення:
- Швейцарія не становила ніякої загрози для Німеччини. Думки Гітлера були зайняті битвою за Британію (операція «Морський Лев», до якої були залучені нечисленні німецькі гірські дивізії), а після цього наступом на Радянський Союз (операція «Барбаросса») (вже в серпні-вересні 1940 року багато німецьких військ було пересунуто до Сходу для контролю за радянським наступом у Бессарабії).
- Найсприятливішим часом для військових дій проти Швейцарії був проміжок від капітуляції Франції до жовтня-листопада 1940 року. Після цього погода не дозволила б здійснити звичний бліцкриг до швейцарської території. А після зими 1940—1941 років думки Гітлера були зайняті операціями «Барбаросса» та «Маріта» (захоплення Греції). Також після того, як Італія розпочала бойові дії, вона стала дуже залежною від імпорту німецького вугілля. А для його перевезення з Німеччини було необхідно, аби швейцарські залізниці були неушкодженими.
- Швейцарські збройні сили значно поступалась німецьким в артилерії та літаках. Але для контролю над країною німці мали знищити великі та добре треновані піхотні сили. На початковому етапі війни невелика, але добре тренована, армія Швейцарії, озброєна автоматичними гвинтівками Шмідта-Рубіна, була рівноцінною або навіть кращою за німецьку. А приклад Зимової війни показав, що така армія може спинити набагато чисельнішу та озброєну армію. Немає сумнівів, що вторгнення коштувало б німецьким військам значних втрат солдат та ресурсів, які могли бути необхідними в іншому місці.